# Profesionálové (britský seriál)
Profesionálové (v anglickém originále The Professionals) jsou britský kriminální televizní seriál vyprávějící o zvláštním oddělení britské policie CI5. Hrdiny jsou agenti Doyle (Martin Shaw), Bodie (Lewis Collins) a velitel jejich oddělení major Cowley (Gordon Jackson). Z dalších herců, kteří se objevili ve více než jedné epizodě, je možné zmínit Steva Aldera, který v sedmi epizodách z roku 1980 hrál agenta CI5 Murphyho (agent 6.2).
Autorem námětu byl Brian Clemens. Známé úvodní hudební téma napsal Laurie Johnson. Seriál byl natáčen od 13. června 1977 do 22. května 1981 a premiérově vysílán od 30. prosince 1977 do 6. února 1983. Na seriál se později neúspěšně pokusili navázat Profesionálové z CI5 (1998).

## Děj
Vznik seriálu byl poznamenán studenou válkou, a proto jsou v něm často řešeny problémy s agenty východního bloku. Seriál byl kritizován za přehnané násilí a občasnou politickou nekorektnost. Zřejmě nejznámější epizoda seriálu, Klansmen, zabývající se rasismem v Británii, byla dokonce v britském terestrickém vysílání zakázána, a to především pro Bodieho rasismus (jako bývalý žoldák z afrických válek mj. zásadně používal slovo „negr“), což ovšem této epizodě prokázalo medvědí službu, neboť Bodie je za své chování ostře kritizován jak Cowleym, tak Doylem, a na konci rasistou být přestane, ačkoliv mu rasistické slůvko (za které je ovšem znovu okamžitě ostře Cowleym pokárán) uklouzne ještě v jednom díle.

## Hlavní postavy
Hlavními hrdiny seriálu jsou agenti CI5 Raymond Doyle (Martin Shaw), Wiliam Andrew Philip Bodie (Lewis Collins) a velitel jejich oddělení major George Cowley (Gordon Jackson).

### Cowley
Major George Cowley je zakladatelem CI5. Původně byl majorem v britské armádě, později členem tajných služeb, mj. MI5. Je sebejistý a velmi zkušený, nezdráhá se zastat se svých podřízených a vyjadřovat vždy vlastní názor, i na vysokých místech. V 70. letech si říkal Morris Cowley, podle předválečného auta. Jeho oblíbená zbraň je Smith & Wesson Model 36.

### Doyle
Raymond Doyle (narozen asi 1949) je agentem 4.5, původně detektivem v Londýně. Kdysi studoval umění, miluje hudbu a výborně vaří. Je expertem především na střelbu z pistole. Je vysoce inteligentní a přemýšlivý. I když je impulzivnější než Bodie, má tendenci vyhledávat spíše vážné známosti (v epizodě Podezření se málem ožení). Jeho oblíbené zbraně jsou Browning HP a Walther P 38.

### Bodie
William Andrew Philip Bodie (narozen asi 1950) je agentem 3.7, v patnácti letech utekl z domova. Po službě u obchodního námořnictva byl žoldákem v Africe. Později se dal k SAS, odkud si jej v roce 1975 vyžádal Cowley pro CI5. Je milovníkem žen a zábavy, vždy připravený přispěchat s vtipným komentářem. Také je specialistou na zbraně a boj muže proti muži, svou vysokou inteligenci skrývá za machistickou image. Jeho oblíbené zbraně jsou Browning HP a Smith & Wesson Model 19.

## Vedlejší postavy

### Betty
Betty je Cowleyho sekretářka v 8 epizodách z roku 1977: Starého psa novým kouskům nenaučíš, Kde končí džungle, Zabiják s dlouhou rukou, Šílenec, Za vším hledej ženu, Tak byl dobyt Everest, V obležení a Když se ochladí. Ztvárnila ji Bridget Brice.

### Benny
Benny je Doylův informátor a agent CI5. Objevil se ve třech epizodách z let 1977 a 1978: Šílenec, Kuželky a Soud. Ztvárnil ho Trevor Adams.

### Jacks
Jacks je agent CI5, objevil se ve dvou epizodách z roku 1977: V obležení a Člen klanu. Ztvárnil ho Joseph Charles.

### Ruth
Ruth je Cowleyho řidička a sekretářka ve třech epizodách z roku 1978: Odpadlík, Pronásledovaný lovec a První noc. Ztvárnila ji Diana Westonová.

### Susan
Susan je Cowleyho řidička a agentka CI5 ve 2 epizodách Mylný předpoklad a Útok na CI5. Ztvárnila ji Sally Harrisonová.

### Murphy
Murphy (Steve Alder) je agent 6.2. Kdysi byl horolezec a horský průvodce. Objevil se v 7 epizodách z roku 1980: Ztráta paměti, Únos, Rodina především, Provize, V záhrobí, Liščí doupě na střeše a Případ Ojuka. V české verzi ho dabuje Michal Dlouhý. Filmaři vytvořili Murphyho, jelikož si uvědomili, že CI5 nemůže být složena jen ze dvou lidí a jejich šéfa.

## Vysílání
| Řada | Díly | Premiéra ve VB    | Premiéra ve VB    |
| Řada | Díly | První díl         | Poslední díl      |
| ---- | ---- | ----------------- | ----------------- |
| 1    | 13   | 30. prosince 1977 | 17. března 1978   |
| 2    | 10   | 7. října 1978     | 9. prosince 1978  |
| 3    | 8    | 27. října 1979    | 15. prosince 1979 |
| 4    | 15   | 7. září 1980      | 27. prosince 1980 |
| 5    | 11   | 7. listopadu 1982 | 6. února 1983     |

## Služební vozy CI5
Nejznámější vozy, které CI5 používalo, jsou Ford Granada 2.8i Ghia, Ford Escort RS 2000 a Ford Capri 3.0 Sport.

### Cowley
| Služební vůz                            | Období používání | SPZ                                                 | Barva           | V epizodách                                                                                 |
| --------------------------------------- | ---------------- | --------------------------------------------------- | --------------- | ------------------------------------------------------------------------------------------- |
| Rover SD1 3500                          | 1977             | MOO 229R (pravá SPZ: MOC 229P)                      | Turmeric Yellow | Starého psa novým kouskům nenaučíš, Kde končí džungle, Zabiják s dlouhou rukou              |
| Leyland Princess 1800 HL                | 1977             | VLM 60S                                             | Jupiter Red     | Šílenec, Za vším hledej ženu                                                                |
| Ford Granada Mk II. 2.0 L               | 1977             | VHK 456S                                            | Sahara Beige    | Hrdinové, V obležení, Přílišná starost, Kuželky                                             |
| Ford Granada Mk II. 2.8i Ghia Automatic | 1978-79          | YHJ 766T (pravá SPZ: 1978: VHK 518S, 1979: FEV 24T) | Jupiter Red     | ve většině epizod natočených v letech 1978 (11) a 1979 (15) až na epizodu Ve veřejném zájmu |
| Ford Granada Mk II. 2.8i Ghia Automatic | 1980             | OWC 822W (pravá SPZ: OWC 822V)                      | Midnight Blue   | ve všech epizodách natočených v roce 1980 (13)                                              |
| Ford Granada Mk II. 2.8i Ghia Automatic | 1981             | UJN 696W                                            | Midnight Blue   | ve většině epizod natočených v roce 1981 (5) až na epizodu Tajemný hlas                     |

### Doyle
| Služební vůz                   | Období používání | SPZ                            | Barva        | V epizodách |
| ------------------------------ | ---------------- | ------------------------------ | ------------ | --- |
| Rover P6 2000 Automatic        | 1977             | EMK 760J                       | Rio Brown    | Starého psa novým kouskům nenaučíš, Na dva pokusy |
| Triumph Dolomite Sprint 2.0    | 1977             | POK 79R                        | White        | Kde končí džungle, Zabiják s dlouhou rukou, Hrdinové |
| Triumph TR7 2.0                | 1977             | OOM 734R                       | Pageant Blue | Šílenec, Za vším hledej ženu |
| Ford Capri Mk II. 3.0 Series X | 1977             | SOO 636R                       | Silver       | Tak byl dobyt Everest, Když se ochladí, Kuželky, Člen klanu |
| Ford Escort Mk II. RS 2000     | 1978-79          | PNO 641T (pravá SPZ: PNO 672R) | Diamod White | ve většině epizod natočených v letech 1978 (11) a 1979 (15) až na epizody Zvířený prach, Arabská mozaika, Dvojí přístup, Cowley v úzkých, Víkend na venkově, Úklid |
| Ford Capri Mk III. 3.0 S       | 1980             | OAR 576W (pravá SPZ: OAR 576V) | Solar Gold   | ve většině epizod natočených v roce 1980 (13) až na epizody Zbraň, Bodie se mstí, Případ Ojuka                                                                     |
| Ford Capri Mk III. 3.0 S       | 1981             | VHK 11W                        | Tibetan Gold | ve většině epizod natočených v roce 1981 (5) až na epizody Muž jménem Quinn, Lawsonova poslední bitva                                                              |

### Bodie
| Služební vůz                         | Období používání | SPZ                                                   | Barva         | V epizodách |
| ------------------------------------ | ---------------- | ----------------------------------------------------- | ------------- | --- |
| Triumph Dolomite Sprint 2.0          | 1977             | POK 79R                                               | White         | Na dva pokusy, Kde končí džungle, Zabiják s dlouhou rukou, Hrdinové, Šílenec, Za vším hledej ženu |
| Ford Capri Mk II. 3.0 Ghia Automatic | 1977             | PNO 580R                                              | Arizona Gold  | Tak byl dobyt Everest, V obležení, Přílišná starost, Když se ochladí |
| Ford Capri Mk III. 3.0 S             | 1978-79          | UOO 303T (pravá SPZ: 1978 : VHK 495S, 1979: COO 251T) | Strato Silver | ve většině epizod natočených v letech 1978 (11) a 1979 (15) až na epizody Odpadlík, Ve veřejném zájmu, Neuctivý státní zaměstnanec, Jízda na slepo, Sluha dvou pánů, Útok na CI5, Víkend na venkově, Úklid |
| Ford Capri Mk III. 3.0 S             | 1980             | OWC 827W (pravá SPZ: OWC 827V)                        | Strato Silver | ve většině epizod natočených v roce 1978 (13) až na epizody Jen krásný obrázek, Únos, Liščí doupě na střeše, Operace Susie                                                                                 |
| Ford Capri Mk III. 3.0 S             | 1981             | VHK 12W                                               | Strato Silver | ve všech epizodách natočených v roce 1981 (5) |

### Poničené vozy
V mnoha epizodách dochází k tomu, že na Doylovo, Bodieho či Cowleyho auto někdo vystřelí a dojde k poškození čelního skla, pneumatiky, zrcátka atd. Následující poškození však nebyla úmyslná:
- V epizodě První noc je na Bodieho stříbrném Capri 3.0 Sport ulomené zrcátko.
- V epizodě Muž bez minulosti je na Bodieho Capri 3.0 Sport nalomený zadní nárazník.
- V epizodách Mrtvý svědek, Zběh a Bez šance na úspěch je na Bodieho stříbrném Capri 3.0 Sport díra v čele pod nárazníkem.
- V epizodách Zběh a Bez šance na úspěch je uražená mlhovka na Cowleyho červené Granadě 2.8i Ghia.
- V epizodě Tajná zbraň je na Doylově bílém Escortu RS 2000 promáčklé čelo pod nárazníkem.
- V epizodě Provize je na Doylově zlatém Capri 3.0 Sport promáčklý roh blatníku a čela pod nárazníkem.
- V epizodě Případ Ojuka je na Bodieho stříbrném Capri 3.0 Sport díra v blatníku a v čele pod nárazníkem.
- V epizodě Tajemný hlas je na Bodieho stříbrném Capri 3.0 Sport promáčklý blatník na rohu masky.

## Natáčení
- První série se natáčela od 13. června 1977 do 19. prosince 1977. Bylo natočeno 13 epizod a intro. Původně měl hrát Cowleyho Clive Revill, Revill sice souhlasil, ale dostal novou nabídku a tak si filmaři vzpomněli na Gordona Jacksona. Ten okamžitě souhlasil, neboť se chtěl vymanit z image komorníka v seriálu Upstairs, Downstairs. Doyla měl hrát Jon Finch který sice také souhlasil, ale rozhodl se, že nemůže nikdy hrát poldu. A tak si vzpomněli na Martina Shawa, Shaw souhlasil a přijal roli, ovšem jen proto, že tou dobou nic lepšího nebylo, jak později prohlásil. Bodieho měl hrát Gareth Hunt, ale Hunt neměl čas, protože v té době hrál v seriálu New Avengers, potom padla volba na Anthony Andrewse, který roli přijal a začalo se natáčet. Jelikož Shaw a Andrews byli přáteli, při natáčení se smáli a chyběla mezi nimi jiskra, tak se filmaři rozhodli pro Lewise Collinse. Shaw a Collins se seznámili během natáčení jedné epizody seriálu The New Avengers, pár let před tím a neměli se zrovna v lásce, ale během natáčení se z nich stali přátelé.
- Druhá série se natáčela od 5. června 1978 do 3. listopadu 1978. Bylo natočeno celých 10 epizod, 1 nedotočená epizoda a nové intro. Poslední epizoda se nedotočila kvůli Collinsovi, který si ve volném čase zlomil nohu při seskoku padákem. Epizoda byla dotočena v dubnu 1979.
- Třetí série se natáčela od 12. března 1979 do 16. listopadu 1979. Bylo natočeno 15 epizod (2 epizody navíc kvůli dotočení předchozí série).
- Čtvrtá série se natáčela od 16. června 1980 do 12. prosince 1980. Bylo natočeno 13 epizod.
- Pátá série se natáčela od 16. března 1981 do 22. května 1981. Bylo natočeno pouhých 5 epizod. Pátá série nebyla dotočena z důvodů končících smluv s herci. Martin Shaw už Doyla hrát nechtěl, protože si připadal jako loutka a role Doyla mu připadala agresivní (nejdřív si myslel, že seriál nevydrží ani 2 roky) a nemohl zde uplatnit svoje herecké schopnosti. Též Jackson již nechtěl hrát Cowleyho z podobných důvodů jako Shaw, jediný Collins chtěl dále hrát Bodieho.

## Profesionálové v českém prostředí
Jako jeden z mála západních seriálů se Profesionálové vysílali i v tehdejším socialistickém Československu. Z 57 epizod jich Československá televize zakoupila pouze 21.

### Původní dabing
Původní dabing vznikal v letech 1981-1988.
- Martin Štěpánek (jen epizoda Když se ochladí), Alois Švehlík – Doyle
- Petr Oliva – Bodie
- Jiří Adamíra – Cowley

| Epizoda č. | Název                                         | Pořadí natočení | Pořadí předabování |
| ---------- | --------------------------------------------- | --------------- | ------------------ |
| 01         | Když se ochladí (Když přestala vedra)         | 1977/11         | 1981/01            |
| 02         | Soud (V poslední chvíli)                      | 1978/04         | 1981/02            |
| 03         | Člen klanu                                    | 1977/13         | 1981/03            |
| 04         | Tak byl dobyt Everest                         | 1977/08         | 1982/01            |
| 05         | Zabiják s dlouhou rukou (Muž s dlouhou rukou) | 1977/04         | 1982/02            |
| 06         | Odpadlík                                      | 1978/01         | 1983/01            |
| 07         | Liščí doupě na střeše                         | 1980/09         | 1983/02            |
| 08         | Ztráta paměti                                 | 1980/03         | 1983/03            |
| 09         | Nebezpečné sporty                             | 1980/05         | 1984/01            |
| 10         | Pronásledovaný lovec                          | 1978/02         | 1984/02            |
| 11         | Tajemný hlas                                  | 1981/01         | 1984/03            |
| 12         | Muž bez minulosti                             | 1978/05         | 1985/01            |
| 13         | Hrdinové                                      | 1977/05         | 1987/01            |
| 14         | Úklid (Spojka z Hongkongu)                    | 1979/14         | 1987/02            |
| 15         | Tajný fond                                    | 1979/12         | 1987/03            |
| 16         | Jízda na slepo (Podivná hra)                  | 1978/09         | 1988/01            |
| 17         | Kde končí džungle                             | 1977/03         | 1988/02            |
| 18         | Operace Susie                                 | 1980/12         | 1988/03            |
| 19         | V obležení (V bezprostřední blízkosti)        | 1977/09         | 1988/04            |
| 20         | Bez šance na úspěch (Prozrazená mise)         | 1979/05         | 1988/05            |
| 21         | Podezření (Krátké zásnuby)                    | 1979/15         | 1988/06            |

### Druhý dabing
V roce 1996 zakoupila celý seriál TV Nova. Jelikož byl Jiří Adamíra v té době již po smrti a Alois Švehlík požadoval vysoký honorář,[zdroj⁠?!] rozhodla se TV Nova o předabování celého seriálu.
- Karel Heřmánek – Doyle
- Petr Oliva – Bodie
- Otakar Brousek starší – Cowley
- Petr Pospíchal – úvodní a závěrečné titulky

### Třetí dabing
V roce 1999, během sporů o TV Nova po rozchodu Železného CET 21 s Vávrovou ČNTS, ztratila TV Nova práva na 12 dílů z prvních dvou sérií, nadabovaných v roce 1996.[zdroj⁠?!] Nechala je proto předabovat se stejným obsazením hlavních rolí. Šlo o následující díly: Starého psa novým kouskům nenaučíš, Na dva pokusy, Šílenec, Za vším hledej ženu, Přílišná starost, Kuželky, Člen klanu, První noc, Soud, Ve veřejném zájmu, Neuctivý státní zaměstnanec, Obětní beránek. Díly Soud a Člen Klanu tak mají dokonce tři dabingové verze.
- Karel Heřmánek – Doyle
- Petr Oliva – Bodie
- Otakar Brousek starší – Cowley
- Bedřich Šetena – úvodní a závěrečné titulky

V roce 2009 (od 15. května do 13. listopadu) vydávala společnost North Video tento seriál na 27 DVD (24 DVD s dvěma epizodami a 3 DVD s třemi epizodami: disk 1, disk 2 a disk 8). Seriál byl k dostání každý pátek v novinových stáncích.

## Remaster
V červnu roku 2013 započala restaurace seriálu z nalezených původních materiálů. Proces restaurování je popsán v článku ze srpna roku 2014. Vydání dohromady 57 epizod probíhala nikoliv podle původních pěti sérií, ale podle následujícího harmonogramu:
- série 1 - 3. březen 2014.[13], 13 epizod
- série 2 - 29. září 2014[14], 13 epizod
- série 3 - 30. březen 2015[15], 13 epizod
- série 4 - 2. květen 2016[16], 18 epizod.

## Film
V roce 2011 byly ohlášeny přípravy filmové adaptace Profesionálů přenesených do současnosti. Mezi představiteli hlavních rolí se spekulovalo o Tomu Hardym, Gerardu Butlerovi, Jasonu Stathamovi, Liamu Neesonovi nebo Garym Oldmanovi.